# Віллем II (футбольний клуб)
«Віллем II» (нід. Willem II) — нідерландський футбольний клуб з міста Тілбург. Виступає в Ерстедивізі, другому за силою дивізіоні Нідерландів, після пониження з Ередивізі за підсумками сезону 2021—22. Домашні матчі проводить на стадіоні імені Короля Віллема II, що здатний вмістити понад 14 тисяч осіб. Заснований 1896 року як «Тілбюргія», 1898 року був перейменований на «Віллем II» на честь нідерландського короля Віллема II.
Клуб за свою історію тричі ставав чемпіоном та володарем кубка Нідерландів.

## Історія

### Заснування
У 1896 році студент амстердамського середнього технічного училища Герард де Рейтер, який проходив стажування в місті Тілбург, вирішив заснувати футбольну команду, хоча в той час в провінції Північний Брабант, куди входило місто Тілбург, футбол не був настільки популярний. 12 серпня 1896 року в кафе «Марінус», Де Рейтер і ще дванадцять осіб заснували клуб, який отримав назву «Тілбюргія». У квітні 1897 року біля клубу з'явився перший президент, ним став Фріц ван ден Берг. Перший офіційний матч команди провела 27 вересня 1897 року в Тілбурзі, суперником «Тілбюргії» стала команда «Брабант» з міста Бреда.
12 січня 1898 року клуб було перейменовано в «Віллем II», на честь короля Нідерландів і великого герцога Віллема II, який помер в Тілбурзі в 1849 році. Спочатку команда виступала тільки в різних областях і в своєму місті, а й тоді команди виступала тільки в Футбольної Федерації Брабанта. У 1904 році «Віллем II» приєднався до Футбольної федерації Нідерландів.

### Чемпіонство 1916
У сезоні 1915/16 «Віллем II» знову здобув перемогу в своїй лізі й вийшов в плей-оф першості Нідерландів, де команді потрібно було зіграти з переможцями двох інших ліг. На сході чемпіоном став клуб «Гоу Ехед» з міста Девентера, а на заході перше місце зайняла «Спарта» з Роттердама.
«Віллему» потрібно було зустрітися з клубом «Гоу Ехед» в матчі за чемпіонство. На вирішальний матч, що відбувся 1 червня, прийшло понад 6 тисяч глядачів. На гру проти «Гоу Ехед» вийшли такі гравці: Вальтер ван ден Берг, Харрі ван Гервен, Луї Марсі, Пім Верслёйс, Харрі Моммерс, Луї Схолларт, Харрі ван Астен, Йос ван Сон, Тон ван Сон, Тінус ван Берден і Еф Бріайре. Гра завершилася непростою перемогою «Віллема II» з мінімальним рахунком 0:1, таким чином команда набрала два очки і випередила «Гоу Ехед». У загальній таблиці, «Віллем II» набрав в чотирьох матчах п'ять очок і посів перше місце, тоді як «Гоу Ехед» залишився лише на другому місці з чотирма очками. «Віллем II» вирушив додому в ранзі чемпіонів країни, на вокзалі в Тілбурзі команду зустрічали кілька тисяч уболівальників.

### 1940—2000
У 1944 році клуб переміг у Кубку Нідерландів. Потім у 1952 році здобув своє друге чемпіонство в чемпіонаті Нідерландів. Вже через 3 роки «Віллем II» став першим нідерландським чемпіоном після створення професійної ліги в сезоні 1954/55, але в наступному сезоні вибув з еліти. Проте вже наступного року повернувся, ставши чемпіоном у Еерстедивізі. У 1965 році команда завоювала свій другий кубок. У 1987, 1990 і 1999 роках команда визнавалася кращою за підсумками року. Регулярно брав участь у єврокубках, але великих успіхів не досягав.
В сезоні 2015/16 були близькі до вильоту з Ередивізі, зайнявши 17-те місце. Але в стикових матчах впевнено розібралися з «Алмере Сіті», а в другій серії переграли «Бреду» й залишилися в Ередивізі.

## Досягнення
- Ередивізі:
  -  Чемпіон (3): 1915/16, 1951/52, 1954/55
- Ерстедивізі:
  -  Чемпіон (2): 1956/57, 1964/65
- Кубок Нідерландів:
  -  Володар (2): 1944, 1963